# Luis Alberto Barberis
Luis Alberto Barberis (Buenos Aires, 1894 - ib., 1979) fue un abogado y político argentino, que ejerció como Ministro de Obras Públicas durante la presidencia de Roberto M. Ortiz, en el año 1940.

## Biografía
Se doctoró en jurisprudencia en la Universidad de Buenos Aires, con una tesis acerca del régimen legal de la insania, y se especializó en derecho penal.
Fue miembro del Consejo Escolar y del Concejo Municipal de la ciudad de Dolores, en la Provincia de Buenos Aires.
Fue secretario de la intervención federal a la Provincia de La Rioja entre 1918 y 1920, y luego jefe de Asuntos Legales de la Caja de Previsión Social.
Fue secretario de Obras Públicas de la Nación cuando ese ministerio fue ocupado por Roberto M. Ortiz, entre 1925 y 1927. Fue asesor letrado de los Ferrocarriles del Estado entre 1927 y 1928.
Posteriormente fue fiscal en el fuero penal y Juez en la Capital Federal entre 1932 y 1937. Al año siguiente fue presidente de la Comisión Nacional de Colonias de Vacaciones para Empleados Públicos.
En 1938 acompañó al presidente Roberto M. Ortiz como Secretario General de la Presidencia, cargo que dejó en febrero de 1940, para asumir como ministro de Obras Públicas de la Nación. Renunció en septiembre del mismo año, a raíz del escándalo del Palomar.
Durante el resto de su vida ejerció como abogado penalista particular, hasta su fallecimiento en junio de 1979.